# 土克甾酮
土克甾酮（英語：Turkesterone）是一种植物蜕皮类固醇，存在于新疆筋骨草（Ajuga turkestanica）、牡荆属（Vitex）、祈州漏卢属（Rhaponticum）等多种植物中，作为毒素或拒食剂来对抗植食性昆虫。大鼠实验表明土克甾酮无同化類固醇效应。